# 董家里站
董家里站（朝鲜语：／ Tongga-ri yŏk */?）是位于朝鲜民主主义人民共和国江原道高山郡的鐵路車站，属于江原线。

## 邻近车站
高山站 - 董家里站 - 落川站